# Gregory Merson
Gregory Merson, detto Greg (Washington, 8 dicembre 1987), è un giocatore di poker statunitense, vincitore del Main Event delle WSOP 2012.

## Carriera
Merson vanta complessivamente 6 piazzamenti a premi alle WSOP. Nell'edizione 2012 ha vinto un braccialetto nell'evento $10.000 No-Limit Hold'em Six Handed, che gli ha fruttato 1.136.197 dollari.
È poi riuscito a qualificarsi per il tavolo finale del Main Event; nell'heads-up finale ha sconfitto il connazionale Jesse Sylvia. La sua mano finale K♦ 5♦ ha sconfitto Q♠ J♠ del rivale, su un board 6♣ 3♥ 9♦ 6♠ 7♣. Il successo gli ha garantito la vincita di 8.531.853 dollari.
Nella quattordicesima del World Poker Tour raggiunge il tavolo finale dell'evento "WPT Maryland Live", finendo al quarto posto per una vincita di $78,449.

## Braccialetti WSOP
| Anno | Torneo                              | Premio     |
| ---- | ----------------------------------- | ---------- |
| 2012 | $10.000 No-Limit Hold'em Six Handed | $1.136.197 |
| 2012 | $10.000 No-Limit Hold'em Main Event | $8.531.853 |